# Constrictor (album)
Pour les articles homonymes, voir Constrictor.
Albums de Alice Cooper
DaDa
(1983) Raise Your Fist and Yell
(1987)
Singles
Constrictor est le 16e album studio d'Alice Cooper et le 9e en solo sorti le 22 septembre 1986. Après l'échec commercial de l'album DaDa sorti en 1983, Alice Cooper se retira de l'industrie musicale et s'accorda une pause de 3 ans, il revint en 1986 entouré de nouveaux musiciens dont le guitariste Kane Roberts, qui participe pleinement à l'écriture des morceaux. L'album a été provisoirement intitulé Awake For the Snake.
Une chanson a été écrite spécialement pour le film Vendredi 13 : Jason le mort-vivant de la franchise Vendredi 13 (Friday the 13th), chanson intitulée He's Back (The Man Behind the Mask), le single se plaça à la quatrième place en Suède et resta huit semaines au classement. Deux autres titres figurent aussi dans le film, Teenage Frankenstein et Hard Rock Summer, une chanson qui n'a pas été retenue pour l'album. En plus du morceau Hard Rock Summer, d'autre titres n'ont pas été retenus pour cet album: Don't Blame It On Me, Drain The Vain, If You Don't Like It écrits et composés par Alice Cooper et Kane Roberts et Nobody Move, écrit par Alice Cooper et Beau Hill.
Le titre The Great American Success Story fut destiné pour la bande son du film de Rodney Dangerfield Back to School mais il n'a pas été inclus,.
Une démo du titre He's Back (The Man Behind the Mask) a été enregistrée bien avant l'album et fut totalement différente de la version finale de l'album. La version originale de He's Back contient les paroles de musique qui est devenue Trick Bag. La musique a été remaniée car les producteurs du film Vendredi 13 : Jason le mort-vivant la considérèrent trop heavy. La version d'origine est disponible sur le coffret 4 CD The Life and Crimes of Alice Cooper.

## Liste des titres
| A1. | Teenage Frankenstein        | Alice Cooper, Kane Roberts | 3:37 |
| A2. | Give It Up                  | Alice Cooper, Kane Roberts | 4:10 |
| A3. | Thrill My Gorilla           | Alice Cooper, Kane Roberts | 3:06 |
| A4. | Life and Death of The Party | Alice Cooper, Kane Roberts | 3:43 |
| A5. | Simple Disobedience         | Alice Cooper, Kane Roberts | 3:28 |

| B1. | The World Needs Guts                | Alice Cooper, Kane Roberts                  | 3:58 |
| B2. | Trick Bag                           | Alice Cooper, Kane Roberts, Tom Kelly       | 4:14 |
| B3. | Crawlin'                            | Alice Cooper, Kane Roberts, Michael Wagener | 3:21 |
| B4. | The Great American Success Story    | Alice Cooper, Kane Roberts, Beau Hill       | 3:36 |
| B5. | He's Back (The Man Behind the Mask) | Alice Cooper, Kane Roberts, Tom Kelly       | 3:50 |

## Composition du groupe
- Alice Cooper — chants
- Kane Roberts — guitare, claviers, chœurs.
- Kip Winger — basse
- Donnie Kisselbach — basse
- David Rosenberg — batterie
- Paul Delph — claviers, chœurs sur He's Back (The Man Behind the Mask)
- Beau Hill — chœurs

### Tournée: The Nightmare Return
- Paul Horowitz — claviers
- Ken Mary — batterie
- Kane Roberts — guitare
- Arthur Funaro — guitare

### Production
- Produit par Beau Hill (1-6,8 et 9) et Michael Wagener (7 et 10).
- Mixé par Michael Wagener assisté par Garth Richardson.
  - Mixé aux studios Amigas, Los Angeles.
- Ingénieur du son — Stephen Benben (1-6, 8 et 9).
- Assistant ingénieur — Ira McLaughlin (1-6, 8 et 9).
- Coordination de la production — Anita Bourne
- Photographie — Kevin Schill

## Charts
| Pays        | Chart             | Meilleure position | Nombre de semaines | Première entrée   | Réf   |
| ----------- | ----------------- | ------------------ | ------------------ | ----------------- | ----- |
| États-Unis  | Billboard 200     | 59                 | 12                 | 22 novembre 1986  | [ 7 ] |
| Royaume-Uni | UK Albums Chart   | 41                 | 2                  | 1er novembre 1986 | [ 8 ] |
| Suède       | Sverigetopplistan | 17                 | 10                 | 25 février 1987   | [ 9 ] |